# The Fantastic Four
The Fantastic Four (engelsk: The Fantastic Four: First Steps) er en amerikansk film fra 2025 instrueret af Matt Shakman.

## Medvirkende
- Pedro Pascal som Reed Richards
- Vanessa Kirby som Sue Storm
- Joseph Quinn som Johnny Storm
- Ebon Moss-Bachrach som Ben Grimm
- Ralph Ineson som Galactus